# Карачи (цыгане)
Карачи́ (азерб. qaraçı), самоназвание «дом», — азербайджанские цыгане, субэтническая группа цыган-дом, разговаривающие в основном на азербайджанском языке.

## История и быт

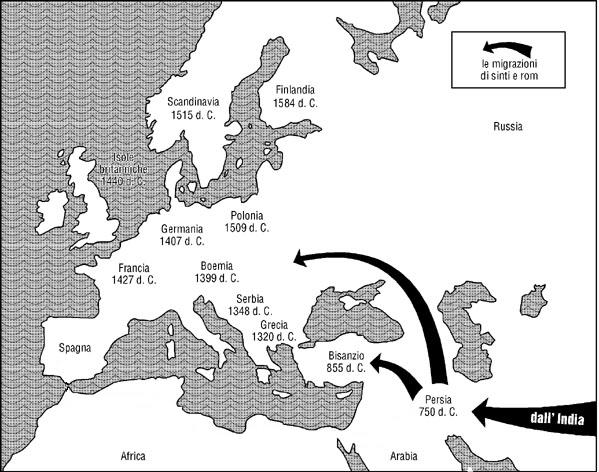
Пути миграции цыган в Европу

В 1887 году в своей книге «Цыганы», заведующий кафедрой восточных языков Санкт-Петербургского университета Керопэ Патканов писал о наречиях закавказских цыган-карачи, которым посвятил отдельную главу.
У кавказоведа Жан-Мари Шопена, считавшего их средневековыми мигрантами из Бактрии, также встречаются сведения о цыганах-карачи.

### Расселение
Согласно данным Патканова, в Нахичевани обитали 518 карачи, в Геокчайском уезде — 1750, в селении Карачи Кубинского уезда — 131 человек. В общей сложности к тому времени их было 2399 человек. «Карачи» их называли местные азербайджанцы, сами же себя они называли «дом» (вариант «ром»).
До Первой карабахской войны цыганские общины существовали в Шуше и Джебраиле. В Хачмазском районе Азербайджана сохранилось село Карачи. В Евлахе, как и в некоторых апшеронских сёлах, существует целый квартал, который в народе называется «гарачылар мехеллеси». Что касается города Худат Хачмазского района, то местные цыгане являются выходцами из Ирана.

### Язык
Как писал Патканов, азербайджанские цыгане в общении использовали собственный язык наряду с «татарским» (так в то время назывался азербайджанский язык) и татским. Патканов поместил в свой очерк более сотни фраз языка гарачи, который является отдельной ветвью среди цыганских языков и не понятен европейским и азиатским цыганам:

 — Саламаликим баро, кефой кыбра? — Здравствуй, брат, как поживаешь?
 — Каста машгул астой? — Чем занимаешься?
 — Ма дом астум! — Я цыган!
 — Кити дом астак? — Сколько вас цыган?
Для сравнения, те же фразы на цыганском языке:

 — Састипэ, пхрала, сар сан? — Здравствуй, брат, как поживаешь?
 — Со кэрэса? — Чем занимаешься?
 — Мэ ром сом! — Я цыган!
 — Кицик тумэн ромэн сы? — Сколько вас цыган?

### Занятие населения
В прошлом карачи занимались дрессировкой животных и выступлениями с ними перед публикой, были странствующими музыкантами и танцорами. В настоящее время продолжают музыкально-танцевальную деятельность. Женщины в основном занимаются гаданием, знахарством. В крупных населённых пунктах часто занимаются попрошайничеством.
Цыгане-карачи вели кочевой или полукочевой образ жизни, в основном снабжая сельских жителей товарами типа сит, подков, игл и т. д. По религии карачи официально являлись шиитами. Самым крупным населённым пунктом этих людей было село Карачи в Мушкурском округе Кубинского уезда.

### Традиции
В ходе социологического исследования, проведённого азербайджанской Ассоциацией «Женщина и прогресс» в городе Худате Хачмазского района, выяснилось, что у карачи ранние и близкородственные браки (между двоюродными и троюродными братьями и сёстрами) — обычное явление. Молодые семьи опекаются старшими родственниками. Если девушка до 20 лет не успела выйти замуж, эта семья считается нарушившей обычаи и достойной презрения.
У карачи нет обычая давать детям полное среднее образование. Девочек забирают из школы после 1—2-го класса, а мальчиков — после 4—7-го класса средней школы. Конфликты, как правило, разрешаются старейшинами, чей авторитет непререкаем. Разводов нет.
Было также опрошено 10 цыганских семейных пар. Муж и жена в 9 парах были знакомы друг с другом с детства, и только в одной паре познакомились за 3—4 года до брака. Цыганские семьи не многодетны, как это было раньше. Большинство опрошенных рекомендуют иметь 2—3 детей. Все единодушно отвергают добрачную сексуальную связь. Женщины берут на себя все семейные функции, кроме материального обеспечения семьи, что является прерогативой мужчин. Уровень жизни в цыганских семьях намного ниже, чем в среднем по Азербайджану. Ежемесячный доход цыганской семьи колеблется в интервале 30—140 манатов. О венерических заболеваниях цыганки не знают или знают понаслышке.

## В кинематографе
«Цыганка» (азерб. Qaraca qız — Чернушка) — фильм студии «Азербайджанфильм» 1966 года, снятый режиссёром Шамилем Махмудбековым по одноимённому рассказу Сулеймана Сани Ахундова из сборника «Страшные сказки».

## Ссылка
- Перечень национальностей, выделяемых при разработке Всесоюзной Переписи Населения 1939
- Наши цыганские соседи. К. Али. «Эхо»